# 이용직 (배우)
이용직(1973년 ~ )은 대한민국의 배우이다.

## 학력
- 서울예술대학교 연극과

## 출연작

### 영화
- 《1987》 (2017년) - 반금곤 경장 역
- 《프리즌》 (2017년) - 권 과장 역
- 《판도라》 (2016년)
- 《조선마술사》 (2015년) - 대비전내관 역
- 《방황하는 칼날》 (2014년) - 오디션지원 역
- 《용의자》 (2013년) - 수염남 역
- 《철암계곡의 혈투》 (2012년) - 작두 역
- 《후궁: 제왕의 첩》 (2012년) - 밀궁간수 역
- 《연가시》 (2012년) - 관할경찰 역
- 《페이스메이커》 (2012년) - 외교부 직원 1 역
- 《오직 그대만》 (2011년) - 조직부하 역
- 《된장》 (2010년) - 김팔만 형사 역
- 《과속스캔들》 (2008년) - 경찰 2 역
- 《트럭》 (2008년) - 김팔만 형사 역
- 《쏜다》 (2007년) - 룸살롱 경찰 1 역
- 《마강호텔》 (2007년)
- 《마음이...》 (2006년)
- 《가을로》 (2006년) - 피의자 역
- 《미스터 소크라테스》 (2005년) - 고기집 건달 2 역
- 《간 큰 가족》 (2005년) - 이씨 역
- 《혈의 누》 (2005년) - 선원 1 역
- 《그녀를 모르면 간첩》 (2004년) - 양아치 1 역
- 《야인시대》 (2003년) - 켈로부대원 역
- 《이것이 법이다》 (2001년) - 마구리 일당 1  역
- 《와이키키 브라더스》 (2001년) - 건달 똘마니 2 역

### 드라마
- 《몬스터》 (2016년, MBC)
- 《가면》 (2015년, SBS)
- 《비밀의 문: 의궤 살인 사건》 (2014년, SBS) - 송귀 역
- 《야인시대》  (2002년, SBS)                         -켈로부대 행동대장역
- 《특수사건 전담반 TEN 2》 (2013년, OCN) - 임민섭 역
- 《낯선 사람》 (2013년, SBS) - 박사장 역
- 《대풍수》 (2012년, SBS) - 이가노 역
- 《일지매》 (2008년, SBS)
- 《키드갱》 (2007년, OCN)
- 《히트》 (2007년, MBC)
- 《천국보다 낯선》 (2006년, SBS)